# Epitola tumentia
Epitola tumentia är en fjärilsart som beskrevs av Druce 1910. Epitola tumentia ingår i släktet Epitola och familjen juvelvingar. Inga underarter finns listade i Catalogue of Life.